# Воронцов Реджинальд Іванович
Реджинальд Іванович Воронцов (31 травня 1937, Нерчинськ, Читинська область, нині Забайкальський край — 15 лютого 2025) — радянський і український велоконструктор, майстер спорту СРСР (1959). Розробник знаменитого спортивного велосипеда «Тахіон».

## Біографія
Народився у сім'ї військовослужбовця. Під час Другої світової війни батько перебував на фронті, а Воронцов із матір'ю жили у Сталінабаді. Наприкінці війни переїхали до Харкова слідом за сім'єю старшої сестри матері. Тут пройшло все подальше життя Воронцова. В 1955 році він закінчив середню школу, а 1960 року — Харківську національну академію міського господарства. Зі студентських років як спортсмен-аматор успішно займався велоспортом. Срібний призер чемпіонату СРСР у гонці на тандемі (15 серпня 1959) разом з Ігорем Севруком, у тому ж році став майстром спорту СРСР. Срібний призер на тандемі та бронзовий призер у груповій гонці чемпіонату ДЗГ Профспілок (3—9 вересня 1961), володар нагород спортивних товариств СРСР. Стаж перегонів — 20 років (1954-1974).
Після закінчення інституту проектував лінії електропередачі в НДІ «Енергомережпроект», працював у «Південдіпроцементі», Інституті метрології. З 1978 року – заступник головного конструктора Харківського велозаводу , з кінця року – головний конструктор спортивних велосипедів у ЦКТБ велобудування. До 1980 року працював разом із головним конструктором Георгієм Паніним, який розпочинав роботу над олімпійським замовленням — велосипедом «Москва—80». Воронцов підключився до проекту із приходу до ЦКТВ, тобто на завершальному етапі робіт. В 1979 році займався модифікаціями трекових велосипедів «Москва-80» і почав розробку нових велосипедів «Тахіон», що увійшли в історію світового велоспорту. Головними перевагами їх були оригінальні за конструкцією та геометрією рами. Крім того, в рамках цього проекту було розроблено понад 30 видів вузлів та деталей, вісім з яких мають авторські свідоцтва на винаходи. Також більша частина кріплення і багато інших вузлів (ексцентрики, осі коліс і педалей, бонки гальм, перемикачі, кареткові вали, тукліпси та ін.) виготовлялися з титанових сплавів або з їх застосуванням, причому склади цих сплавів для різних деталей і вузлів підбирали. З 1980 рік по 1992 рік було випущено близько 500 екземплярів «Тахіона» 17 різних моделей та модифікацій.
Після «Тахіона» було розроблено та випущено обмеженим тиражем велосипед «Воронцов», відмінною особливістю якого стала розроблена спільно з Інститутом Патона (конструктор І. В. Зволінський) рама з метало-композитних (алюміній-бор) труб.

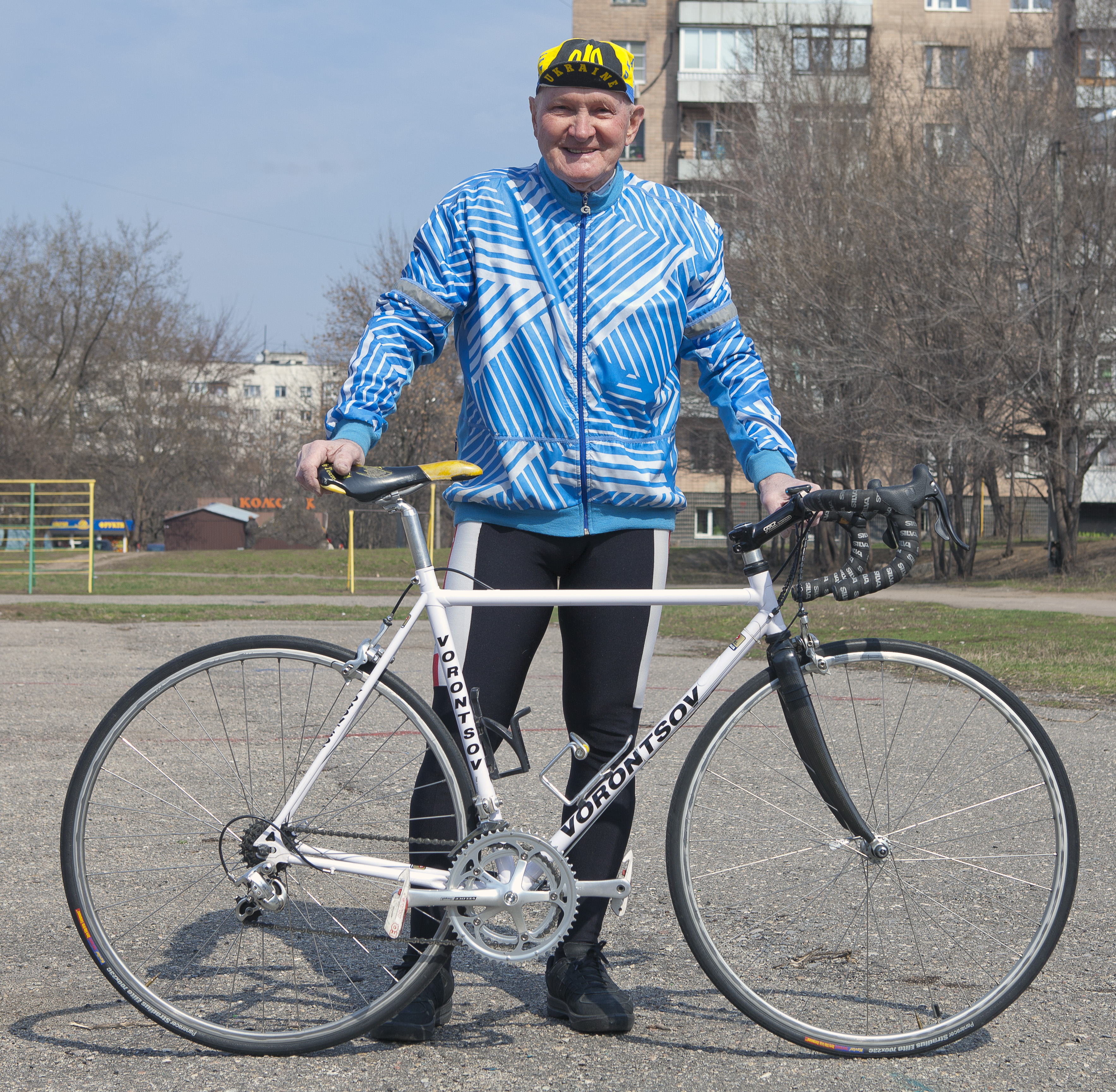
Реджинальд Воронцов з власним шосейним велосипедом «Vorontsov», Харків, квітень 2012 року.

Помер 15 лютого 2025 року в Харкові у віці 87 років.

## Сім'я
Був одружений, син Вадим (нар. 1961).

## Нагороди
Як конструктор Р. І. Воронцов нагороджений медаллю «За трудову доблесть» (1986), двома Золотими (1984, 1987) та Срібною (1988) медалями ВДНГ.